# Chrysomya
Genre
Chrysomya est un genre de la famille des Calliphoridae, il comporte plus de 20 espèces, dont Chrysomya rufifacies et Chrysomya megacephala.
Le terme « mouche de l'Ancien Monde » parfois utilisé est dérivé à la fois de la famille associée, Calliphoridae (« mouches à souffle »), et de l'idée selon laquelle le genre est originaire d'Asie et n'a migré en Amérique du Nord que relativement récemment.
L'importance primordiale de Chrysomya dans le domaine de l'entomologie médico-légale est due au cycle de vie du genre, permettant aux enquêteurs de développer avec précision un intervalle post-mortem .  Le nom vient du mot chrysos, qui signifie « doré » en référence à l'éclat métallique des espèces du genre, et -mya, une dérivation du mot myia, qui signifie « voler ».

## Description
Les adultes de Chrysomya sont généralement de couleur métallique avec des soies épaisses sur le méron et une arista plumeuse.

### Imago

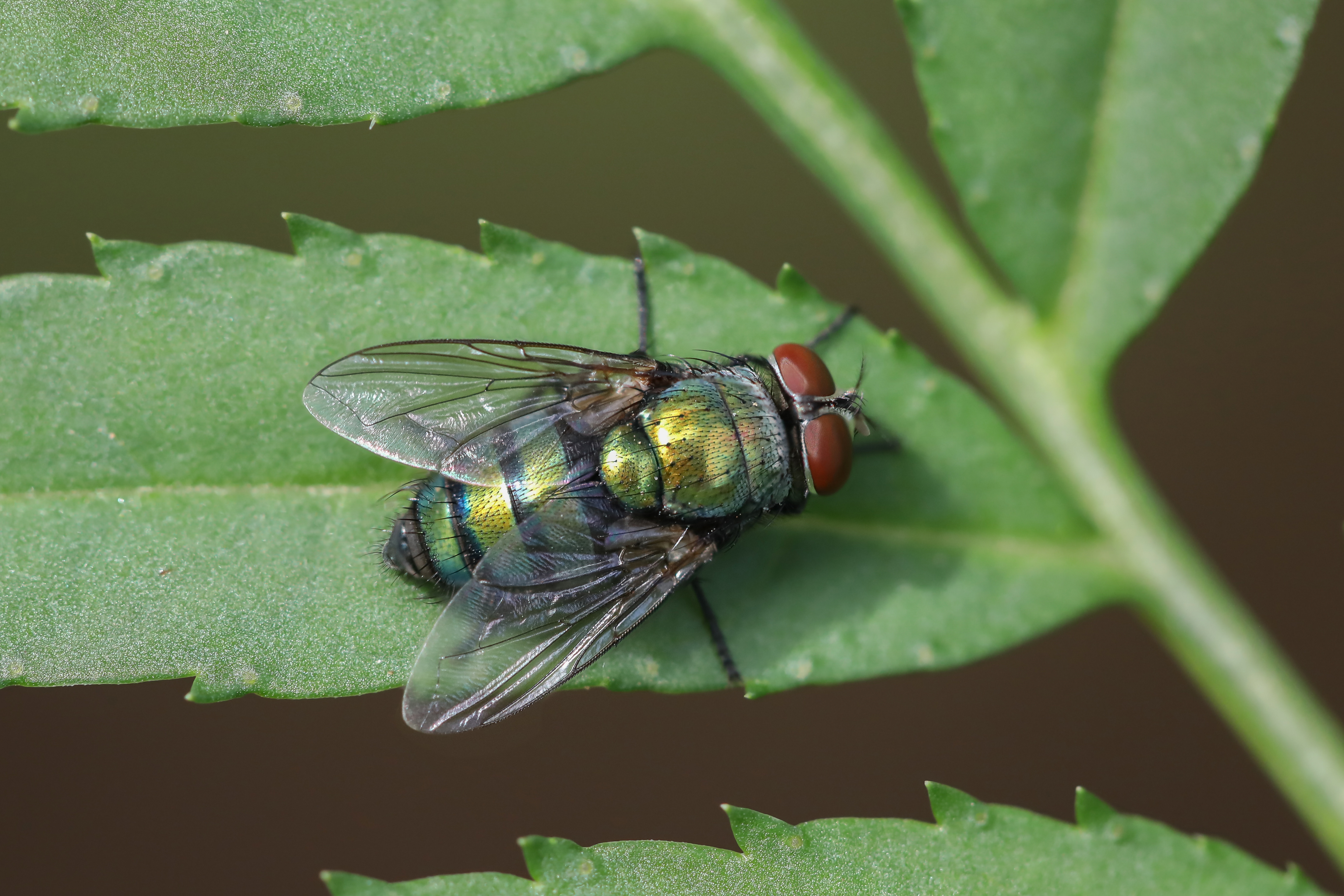
Les Chrysomya ont généralement des corps métalliques bleus/verts

Les traits d'identification du genre Chrysomya comprennent généralement :
1. Un corps de 10–12 mm
2. Un corps métallique
3. Un corps bleu/vert
4. Des soies épaisses sur le meron
5. Une arista plumeuse

Certaines espèces ne présentent cependant pas l'intégralité de ces traits. Les adultes se nourrissent d'aliments variées, notamment de matières en décomposition, d'excréments et de fleurs. Au cours de leurs six semaines de durée de vie moyenne  (durée sensible à la température, aux conditions météorologiques, etc.), les femelles pondent généralement des masses de 50 à 200 œufs. Les espèces de ce genre présentent des procédures de ponte variables. L'espèce Chrysomya bezziana , par exemple, pond ses œufs exclusivement sur des mammifères vivants quoique la plupart des espèces de Chrysomya préfèrent effectuer la ponte sur des organismes morts. Comme pour de nombreux genres de mouches, les myiases primaires et secondaires sont possibles mais probables.

### Larves

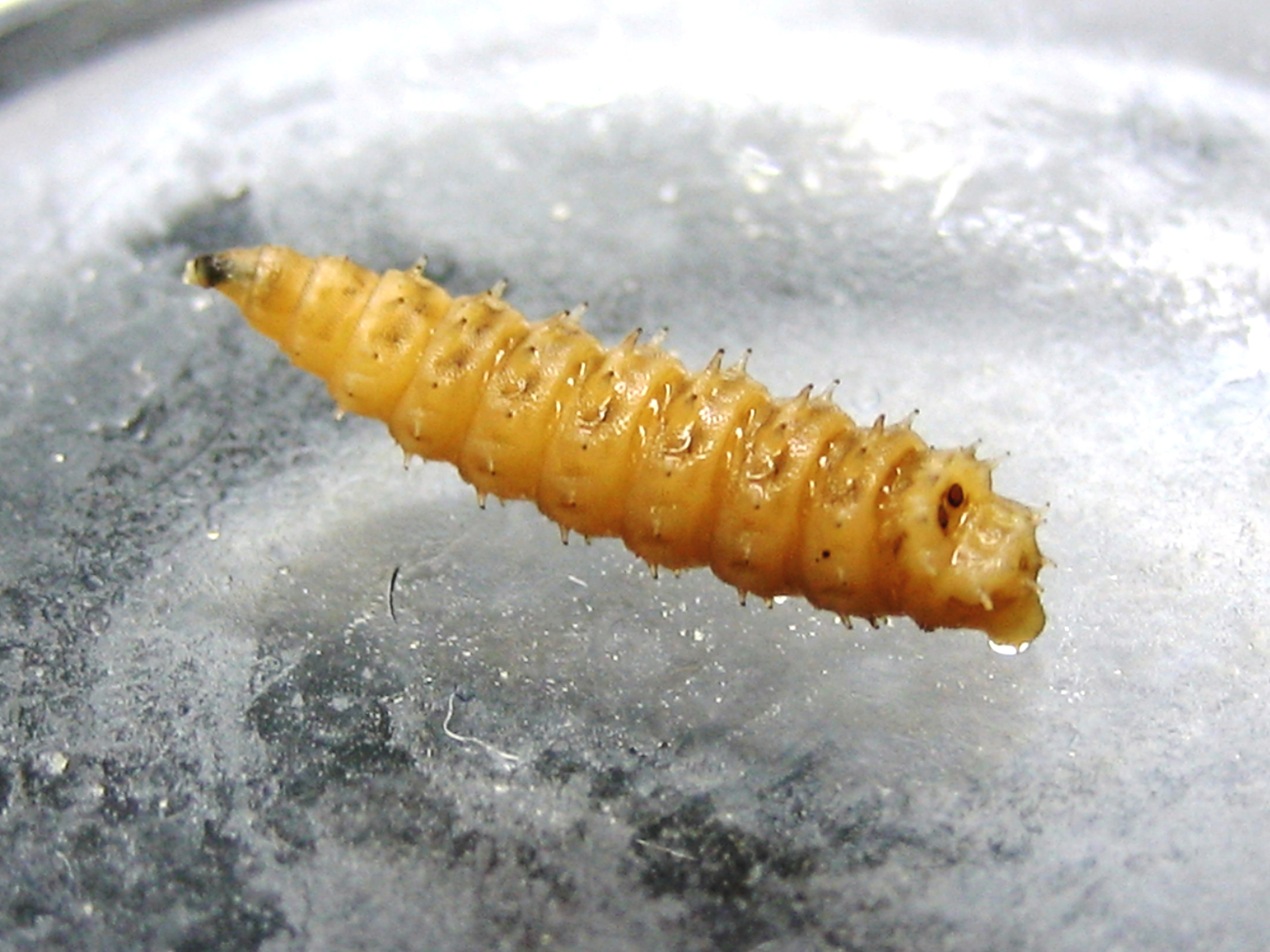
Une larve de Chrysomya rufifacies

Le genre Chrysomya comporte des espèces dont plusieurs provoquent des myiases primaires et secondaires chez les animaux domestiques. Il peut être difficile de distinguer les larves des différentes espèces aux mêmes stades. Cependant, les larves d'une espèce, Chrysomya rufifacies présentent des protubérances ressemblant à des épines très distinctes couvrant tout son corps, ce qui lui donne, en anglais, le nom commun  « hairy maggot blow fly » ou « mouche poilue ». L'aspect poilu de C. rufifacies permet de distinguer facilement les 2e et 3e stades du proche parent, Chrysomya megacephela. Bien que les premiers stades soient assez similaires, C. megacephela se caractérise par des poils de spiracle plus épais aux 2e et 3e stades.

## Cycle de vie
Chrysomya, comme les autres diptères, est holométabole et se développe en quatre étapes: œuf, larve, nymphe (appelée pupe)  et adulte. Ce cycle de vie court est très utile pour déterminer un intervalle post mortem lorsqu'il est étudié avec précision en entomologie médico-légale . Pour C. rufifacies, selon la température, le cycle de vie complet impliquant le développement de l'œuf à l'adulte prend de 190 à 598 heures. Le stade nymphal varie de 134 heures à 162 heures, et enfin l'adulte émerge entre la 237e et la 289e heure. 

## myiase
La myiase est l'infestation des tissus des vertébrés par des larves diptères . Ces larves se nourrissent des tissus morts ou vivants de leurs hôtes vertébrés. Plusieurs espèces de Chrysomya sont connues pour provoquer des myiases chez les animaux et/ou les humains. Une espèce, Chrysomya albiceps, se nourrit uniquement des tissus malades d'un hôte. Une deuxième espèce, Chrysomya rufifacies, est un prédateur de parasites primaires et était autrefois utilisée comme traitement de l'ostéomyélite. Une autre espèce, Chrysomya bezziana, est l'une des causes les plus importantes de myiase dans l'Ancien Monde. Les bovins sont le principal hôte de ces larves, ainsi que parfois les humains et les autres animaux domestiques.

## Prédation
La majorité des espèces de Chrysomya sont connues pour être des prédateurs voraces d'autres espèces de mouches à viande au stade imago. Les deux des principales espèces prédatrices de la famille des Calliphoridae sont C rufifacies et C. albiceps . On pense que C. albiceps est un vecteur mécanique de diverses maladies en raison de son association fréquente avec la saleté. La prédation par C. rufifacies d'autres espèces de mouches peut avoir un effet profond sur les estimations de PMI et la survie réelle de l'espèce de mouche hôte. Des études ont montré que la prédation par C. rufifacies sur Cochliomyia macellaria provoquait une diminution spectaculaire de la survie, de 36,3% à 10%.

## Distribution
Le genre est présent sur l'ensemble des continents excepté l'Antarctique, des zones tempérées aux zones équatoriales.

## Liste des espèces
Selon GBIF (25 février 2023) :
- Chrysomya albiceps (Wiedemann, 1819)
- Chrysomya annulipes Thomson, 1869
- Chrysomya bezziana Villeneuve, 1914
- Chrysomya cabrerai Kurahashi & Salazar, 1977
- Chrysomya chani Kurahashi, 1979
- Chrysomya chloropyga (Wiedemann, 1818)
- Chrysomya defixa (Walker, 1856)
- Chrysomya flaviceps (Macquart, 1835)
- Chrysomya flavifrons (Aldrich, 1925)
- Chrysomya greenbergi Wells & Kurahashi, 1996
- Chrysomya incisuralis (Macquart, 1851)
- Chrysomya inclinata Walker, 1861
- Chrysomya latifrons (Malloch, 1927)
- Chrysomya laxifrons Villeneuve, 1914
- Chrysomya marginalis
- Chrysomya megacephala (Fabricius, 1794)
- Chrysomya nigripes Aubertin, 1932
- Chrysomya norrisi James, 1971
- Chrysomya oumeensis Rickenbach, 1960
- Chrysomya pachymera (Séguy, 1926)
- Chrysomya pacifica Kurahashi, 1991
- Chrysomya phaonis (Séguy, 1928)
- Chrysomya pingi (Hsieh, 1958)
- Chrysomya pinguis (Walker, 1858)
- Chrysomya polymita Villeneuve, 1914
- Chrysomya putoria (Wiedemann, 1830)
- Chrysomya regalis Robineau-Desvoidy, 1830
- Chrysomya rufifacies (Macquart, 1844)
- Chrysomya sabroskyi (Theowald, 1959)
- Chrysomya saffranea (Bigot, 1877)
- Chrysomya samarensis Kurahashi, 1979
- Chrysomya schoenigi Kurahashi & Magpayo, 1987
- Chrysomya semimetallica (Malloch, 1927)
- Chrysomya spec Villeneuve, 1914
- Chrysomya sulcifrons James, 1971
- Chrysomya tagulai Kurashashi
- Chrysomya thanomthini Kurahashi & Tumrasvin, 1977
- Chrysomya vanemdeni Zumpt, 1953
- Chrysomya varipes (Macquart, 1851)
- Chrysomya villeneuvi Patton, 1922
- Chrysomya yayukae Kurahashi & Magpayo, 1987

## Classification
Le nom valide complet (avec auteur) de ce taxon est Chrysomya Robineau-Desvoidy, 1830,,.
Chrysomya a pour synonymes :
- Achoetandrus Bezzi, 1927
- Pycnosoma Brauer & Bergenstamm, 1894
- Pycnosomops Townsend, 1934

## Espèces remarquables

### Chrysomya rufifacies
Localisation géographique Les rufifacies de Chrysomya sont répandues dans tout le sud des États-Unis, y compris le sud de la Californie, l'Arizona, le Texas, la Louisiane et la Floride. Il est connu pour occuper des régions d'Amérique centrale, du Japon et de l'Inde. Chrysomya rufifacies n'a été découvert aux États-Unis qu'en 1980 et on pense qu'il s'agit d'un immigrant récent.  De nouvelles recherches ont montré la présence de C. rufifacies en Ontario pendant la saison d'automne. À mesure que les températures augmentent en raison du réchauffement climatique, on prévoit que les colonies de C. rufifacies se propageront bien dans le sud de l'Ontario et du Québec. 

### Chrysomya mégacéphale

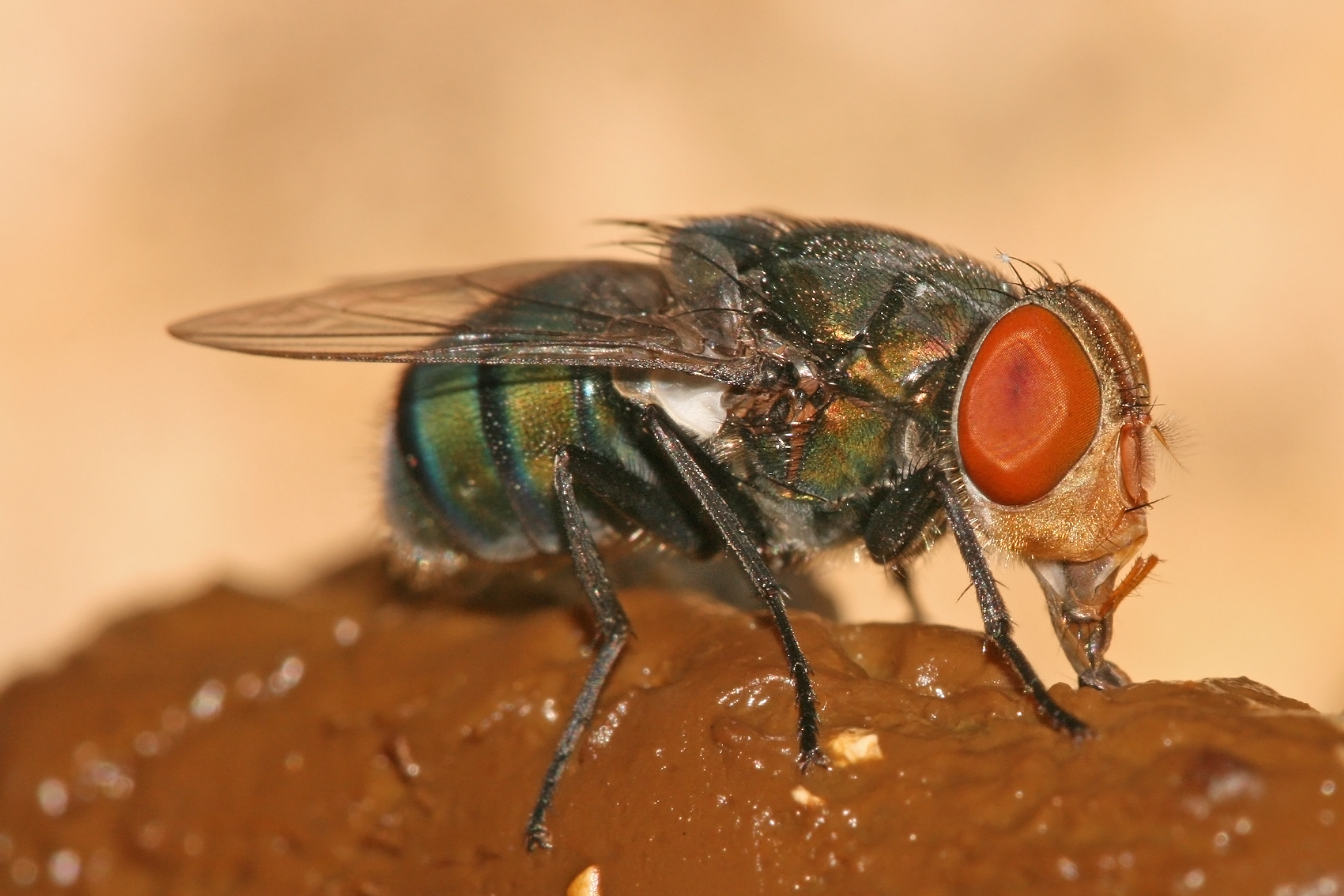
Une femelle Chrysomya megacephala se nourrissant d'excréments

Localisation géographique C. megacephala présente une distribution très variée dans les régions asiatiques, en Afrique du Sud et en Amérique du Sud. Cette espèce s'est également récemment bien établie dans le sud des États-Unis. C. megacephala est une espèce qui préfère les températures plutôt élevées et se montre essentiellement active pendant les périodes de pointe de chaleur de l'après-midi.

## Le genre et l'humain

### En médecine légale: utilisation de Crufifacies
[source insuffisante]
Les adultes de Chrysomya rufifacies sont généralement les premiers à coloniser un cadavre frais. Dans le sud des États-Unis, cela peut se produire quelques heures, parfois quelques minutes, après le décès de l'hôte. Cette espèce est la mouche la plus courante trouvée sur les cadavres, et son temps de développement constant est extrêmement utile lors de l'établissement d'un intervalle post mortem . Cependant, C. rufifacies peut avoir l'effet inverse puisque ses larves de deuxième et troisième stades sont connues pour être prédatrices, se nourrissant d'autres larves qui auraient pu coloniser le corps en premier. De plus, les C. rufifacies sont connus pour être cannibales comme lorsque les deuxième et troisième stades se nourrissent de jeunes premiers stades.  Les larves sont capables de creuser des centimètres dans le sol pour atteindre la nourriture et habiter un cadavre enterré.  Il est prouvé que la chimie organique peut être utilisée pour déterminer l'âge des larves après l'alimentation. La composition en hydrocarbures des larves s'est avérée être en corrélation avec l'âge. Il s'agit d'une grande avancée puisque la composition cuticulaire en hydrocarbures est une méthode plus précise pour déterminer l'âge des larves après l'alimentation par rapport aux méthodes précédentes de mesure de la longueur de la récolte larvaire, par exemple.

### Publication originale
- [J. B. Robineau-Desvoidy. 1830] J. B. Robineau-Desvoidy, « Essai sur les Myodaires. Mémoires Présentés par Divers Savants a l'Académie des Sciences de l'Institut de France et Imprimés par Son Ordre », Sciences Mathématiques et Physiques, vol. Tome Deuxième,‎ 1830, p. 1-813.